# Mayawati Kumari
Mayawati Naina Kumari (née le 15 janvier 1956) est une femme politique indienne. Elle est la ministre en chef de l'Uttar Pradesh (État le plus peuplé de l'Union indienne) à trois reprises. Elle est la première femme dalit (intouchable) à accéder à un poste de "Chief Minister" d'un État indien[réf. nécessaire].